# Dzhambolat Tedéyev
Dzhambolat Soslánovych Tedéyev –en ucraniano, Джамболат Сосланович Тедеєв– (23 de agosto de 1968) es un deportista ucraniano de origen osetio que compitió en lucha libre. Ganó una medalla de oro en el Campeonato Europeo de Lucha de 1993, en la categoría de 90 kg. Su hermano Elbrús también compitió en lucha estilo libre. 
Participó en los Juegos Olímpicos de Atlanta 1996, ocupando el quinto lugar en la categoría de 90 kg.

## Palmarés internacional
| Campeonato Europeo | Campeonato Europeo | Campeonato Europeo | Campeonato Europeo |
| Año                | Lugar              | Medalla            | Categoría          |
| ------------------ | ------------------ | ------------------ | ------------------ |
| 1993               | Estambul (Turquía) | Medalla de oro     | 90 kg              |